# Leclercera longiventris
Leclercera longiventris is een spinnensoort uit de familie Psilodercidae. De soort komt voor in Thailand.